# Géniusz, az alkimista
A Géniusz, az alkimista 2009-es magyar háromrészes televíziós sorozat, amelyet a magyar A da Vinci-kód-ként is emlegetnek. A minisorozatot az M1 2010. március 3. és március 5. között sugározta 21:30-as kezdettel.
A minisorozatot 2009. július 7-én kezdték el forgatni, háromszor 50 percben. A misztikus krimi alkotói a Tűzvonalban rendezője, Soós Péter és forgatókönyvírója Fonyódi Tibor. Az alkotás egyik célja, hogy Pécset, mint Európa egyik kulturális fővárosát bemutassa.

## Történet
A történet középpontjában a Pécsi Nemzeti Színház áll, az egyik próbán meghal Brunner Károly (Blaskó Péter), író, az okkultizmus szakértője, akinek egykori tanítványa, Paul Steiner (László Zsolt) hajszolja az öngyilkosságba, azzal, hogy egy naplót követel a férfitől. Az egyik szemtanú a színházban tartózkodó Késmárki András (Alföldi Róbert), a Janus Pannonius Tudományegyetem professzora, aki gyanúsan viselkedik. Majoros százados (Tóth Zoltán) és társa Szabó hadnagy (Ungvári István) Brunner szállodai szobáját átkutatva rábukkannak Brunner különös üzenetére, amit a fiának hagyott. Az üzenet egy látszólag értelmetlen szám- és betűsorozat. Az áldozat fia, Brunner Péter (Stohl András), a BRFK kábítószeres nyomozója, tudomást szerez apja haláláról, Pécsre utazik.

## Szereplők
- Stohl András (Brunner Péter)
- Tenki Réka (Kántor Júlia/Kéry Ilona)
- Alföldi Róbert (András)
- László Zsolt (Steiner)
- Blaskó Péter (Brunner Károly)
- Kolovratnik Krisztián (Alex)
- Erdélyi Tímea (Helga)
- Feke Pál (Konrád Gábor)
- Simon Boglárka (Kata)
- Tóth Zoltán (Majoros százados)
- Ungvári István (Szabó hadnagy)
- Vidákovics Szláven (Milán)
- Keres Emil (János)
- Kovács Zsolt (Jusztin atya)
- Jordán Tamás (Bíboros)
- Barkó György (levéltáros)

## A sorozat készítése
A Magyar Televízió 70 milliót, a Magyar Mozgókép Közalapítvány pedig szintén 70 milliót adott a három rész leforgatására. A minisorozat 250 millió forintból készült el.
A minisorozat forgatása 35 napból állt és főképp Pécsett forgattak. A Pécsi Nemzeti Színházban játszódó jeleneteket a Kecskeméti Katona József Színházban vették fel.

## Epizódok
| Dátum            | Cím                    | Teljes nézettség | Teljes nézettség | 18–49-ben | 18–49-ben | Forrás |
| Dátum            | Cím                    | ezer fő          | SHR %            | ezer fő   | SHR %     | Forrás |
| ---------------- | ---------------------- | ---------------- | ---------------- | --------- | --------- | ------ |
| 2010. március 3. | A halott ember naplója | 221              | 5,8%             | 68        | 3,8%      | [ 2 ]  |
| 2010. március 4. | Bölcsek hegye          | 211              | 5,4%             | 61        | 3,3%      | [ 2 ]  |
| 2010. március 5. | Az elixír              | 283              | 7,2%             | 73        | 4,1%      | [ 2 ]  |

## Fogadtatás
- Zsenisziporkáztatás (kritika)
- Da Vinci-kód, kicsiben, magyarosan